# 羅伯斯庇爾站
羅伯斯庇爾站（法語：Robespierre）是巴黎地鐵的一個車站。羅伯斯庇爾站位於巴黎東郊的蒙特勒伊 (塞納-聖但尼省)，站名取自羅伯斯庇爾路，此路为纪念羅伯斯庇爾。羅伯斯庇爾站開通於1937年10月14日，是巴黎地鐵9號線延伸工程的一部分。

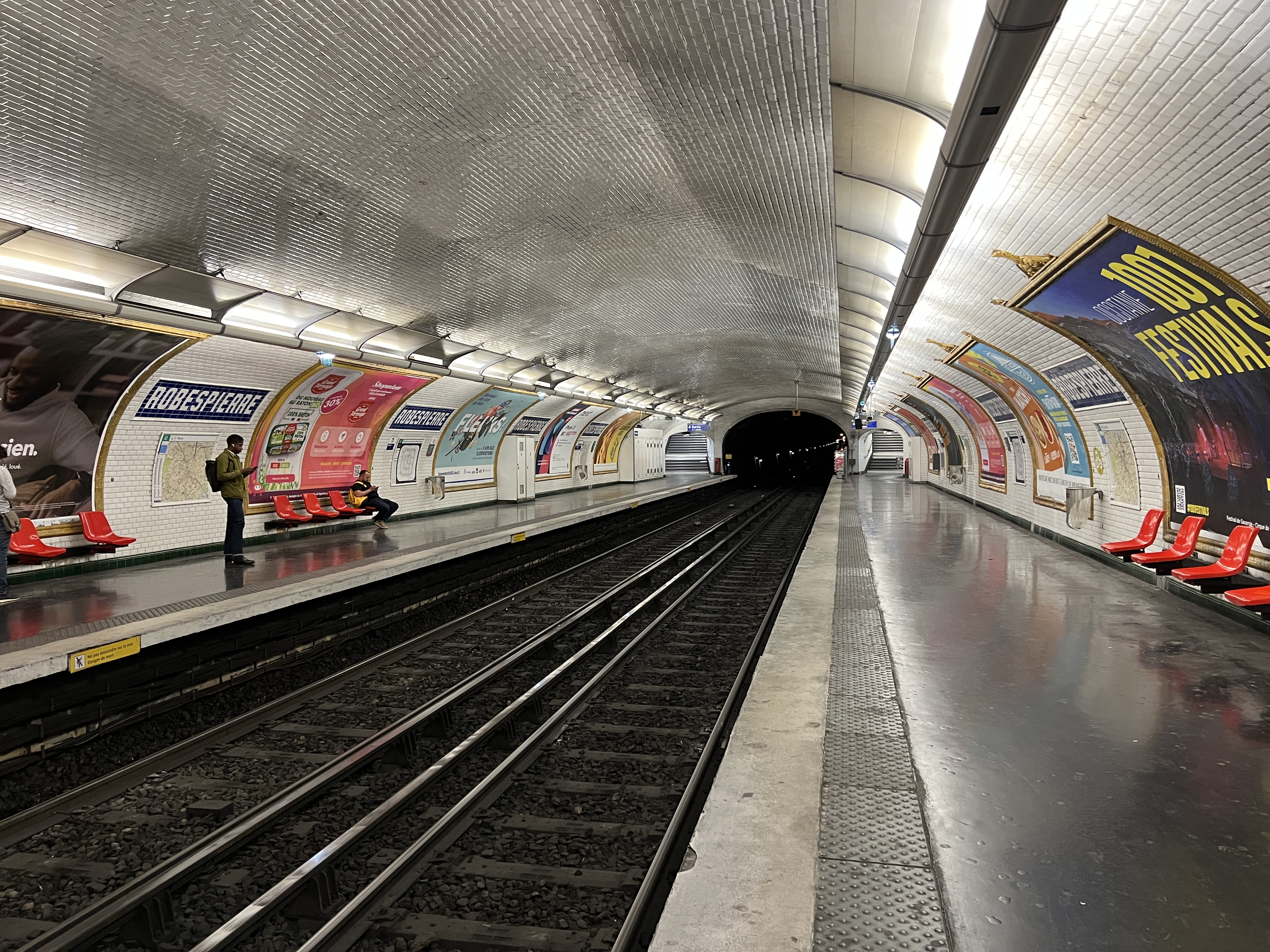
月台（2022年6月）

## 車站結構
| 街道層    |                    |                            |
| B1        | 夾層               |                            |
| 9號線月台 | 側式月台，右側開門 | 側式月台，右側開門         |
| 9號線月台 | 西行               | 往塞夫爾橋（蒙特勒伊門）   |
| 9號線月台 | 東行               | 往蒙特勒伊鎮（沙佛十字路） |
| 9號線月台 | 側式月台，右側開門 |                            |